# James Turner Morehead (Kentucky)
James Turner Morehead (24 de maio de 1797 – 28 de dezembro de 1854) foi um político dos Estados Unidos sendo senador federal e o 12º governador do Kentucky. Ele foi o primeiro nascido em Kentucky que chegou ao cargo governador deste estado. Ele era membro do Partido Republicano Nacional de Henry Clay, Morehead entrou na política e junto ao seu partido desafiou a predominância do Partido Democrata naquele estado.
Morehead foi nomeado para vice-governador na Convenção de nomeação de seu partido em Baltimore, Maryland, em 1831 e foi eleito com divergência partidária com o governador democrata John Breathitt. Ele subiu para o governo após a morte do Breathitt em 1834. Selado com um mandato abreviado, Morehead não foi capaz de formular uma agenda legislativa significativa e ateve-se em fazer tarefas usuais de governo que eram politicamente mais seguras durante o seu mandato. Quando seu partido mudou de nome para partido Whig e tiraram o controle da Assembleia Geral dos Democratas no verão de 1834, Morehead sediou a primeira Convenção de nomeação do novo partido em Frankfort.
Após seu mandato como governador, Morehead retornou para a Assembleia Legislativa do estado. Um adversário do abolicionismo, acompanhou John Speed Smith até Ohio para garantir o regresso dos escravos de propriedades de Kentucky. Mais tarde foi nomeado para o Senado, onde foi um aliado próximo de Clay. Em 1847, regressou para Covington em Kentucky, praticando a advocacia até sua morte, em 1854. A cidade de Morehead em Kentucky é assim chamada em homenagem ao governador Morehead.

## Vida e carreira
James Turner Morehead nasceu em 24 de maio de 1797 no Condado de Bullitt, próximo a Shepherdsville. Seus pais, Armistead e Lucy (Latham) Morehead, mudaram-se para Russellville em Kentucky quando ele era muito jovem. Foi educado em escolas públicas na cidade, após frequentou Universidade da Transilvânia em Lexington, Kentucky de 1813-1815. Ele então retornou para Russellville, onde estudou direito no Tribunal Geral do juiz Broadnax de H. P. e de John J. Crittenden. Ele foi admitido ao exercíco da advocacia no ano de 1818 em Bowling Green, Kentucky.
Em 1 de maio de 1823, Morehead casou com Susan A. Roberts, o casal teve dois filhos. Ele foi eleito para a Câmara dos deputados de Kentucky representando o Condado de Warren de 1828 a 1831. Enquanto isso, Ocupou cargo na Comissão melhoramentos internos e relatou um projeto de lei assinado pelo estado para a empresa Turnpike Company de Maysville-Lexington em 1831.

## Governador de Kentucky
Em 1831, Morehead também foi delegado à Convenção Nacional do Partido Republicano em Baltimore, Maryland, que nomeou Henry Clay para Presidente. Durante a Convenção, foi nomeado para o cargo de vice-governador. Embora seu vice Nacional Republicano, Richard A. Buckner, tenha sido derrotado pelo democrata John Breathitt, Morehead foi eleito o nono vice-governador.
Governador Breathitt morreu de tuberculose em 21 de fevereiro de 1834, então Morehead foi empossado como governador no dia seguinte. A substituição de um governador democrata por um opositor do Partido Nacional Republicano causou muita apreensão para os democratas, mas a ascensão de James Guthrie democrata para Presidente do Senado do Estado e a vontade do Morehead em confirmar como Secretário de estado Lewis Saunders indicado por Breathitt, fez muito para aliviar seus medos.
Mais tarde naquele ano, o Partido Nacional Republicano alterou o nome para partido Whig, um nome que apareceu pela primeira vez no Intelligencer de Lexington, em 25 de abril de 1834. Em 4 de julho de 1834, governador Morehead sediou a primeira convenção do partido de em Frankfort. Kentuckinianos reuniram-se para o "novo" partido em massa, e as eleições legislativas de agosto de 1834 revelaram o partido reunindo maioria em ambas as casas legislativas de estado. Flexionando seus músculos políticos, o partido de maioria depôs Guthrie de seu cargo como Presidente do Senado e por uma votação de 90 para 40 e elegeu John J. Crittenden, em vez de Guthrie ao Senado americano em 1835.
Em seu primeiro mandato legislativo, Morehead recomendou um plano expandido de obras públicas, incluindo melhorias ao longo dos rios do estado. O legislador como resposta criou um conselho de estado de melhorias internas e nomeou Morehead como Presidente ex-officio do Conselho. Neste papel, ele autorizou pesquisas de muitos rios do Kentucky e formulou vários planos para melhorias, mas a maioria deles foi bloqueado pela crise de 1837. Uma melhoria que prosperou foi a construção da ferrovia Lexington-Ohio, que foi concluída em 1835. Embora a educação não fosse uma alta prioridade para governador Morehead, a Sociedade Comum de Escolas de Kentucky e a Associação de Professores Profissionais de Kentucky foram formadas durante o seu mandato.

## Carreira posterior

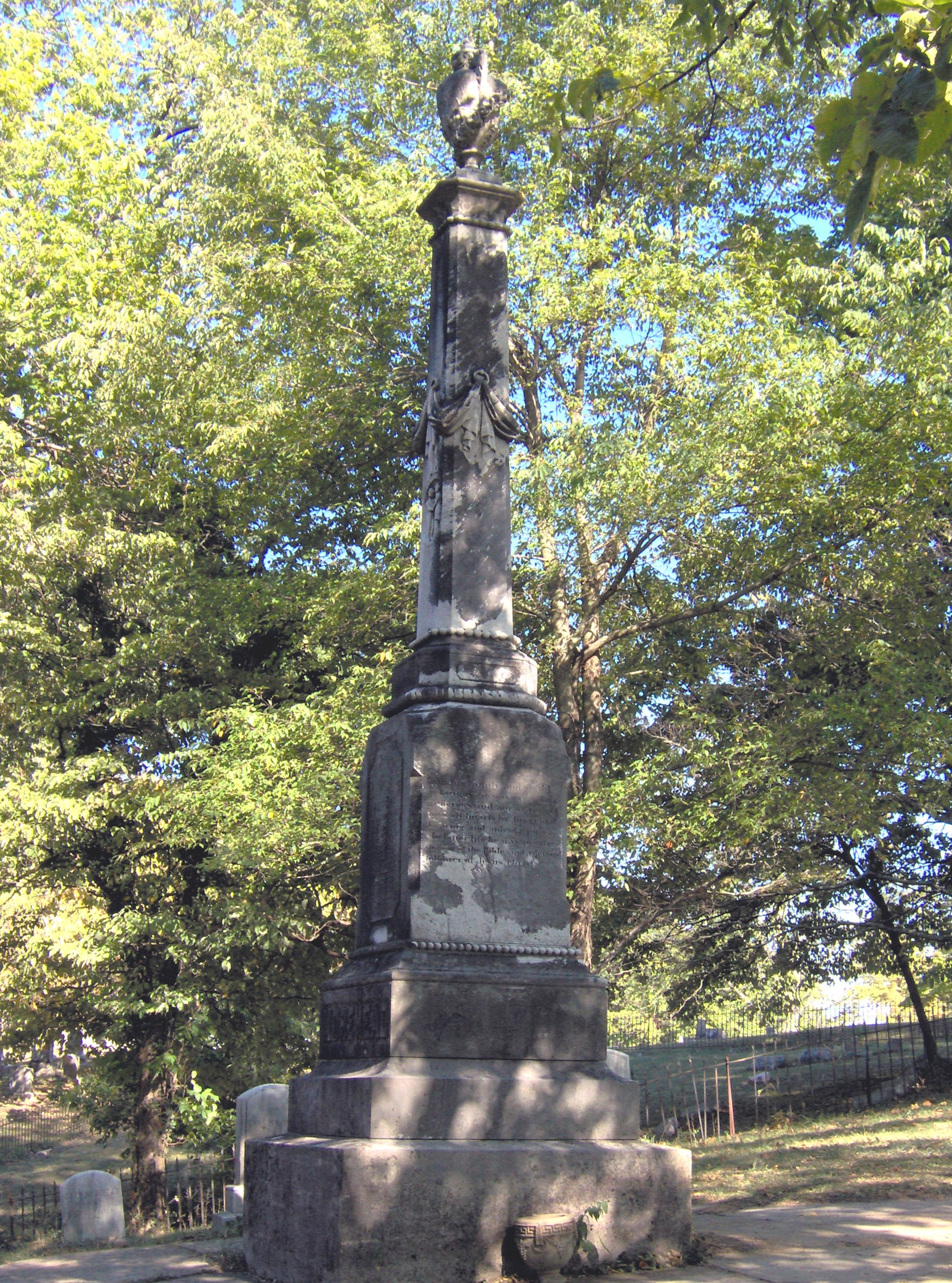
Estátua de Morehead no Frankfort Cemetery

Após seu mandato de governador, Morehead retomou a advocacia em Frankfort (Kentucky). Em março de 1837, ele foi contratado pelo governador James Clark para atuar como um agente de estado, para vender títulos públicos para financiar melhorias internas. Ele voltou para a Câmara dos Representantes em 1837 até 1838, representando o Condado de Franklin. Ele foi presidente do comitê de melhorias internas de Kentucky de 1838 a 1841, e em 1839, ele e John Speed Smith foram escolhidos como os comissários do estado de Ohio para garantir o regresso dos escravos pertencentes ao seus proprietários em Kentucky. Eles foram bem sucedidos neste esforço.
Consta na história de Kentucky, que Morehead publicou um livro em comemoração ao primeiro assentamento de Kentucky, que continha informações originais sobre a liquidação antecipada dos Boonesborough, Kentucky, em 1840. Em 1846, ele publicou um outro livro, prática em ações civis e processo legal.
Em 1841, Morehead foi nomeado para o Senado de 4 de março de 1841 até 3 de março de 1847. Lá, ele foi Presidente do Comitê do Senado dos EUA em assuntos indígenas e comissão da contenção. Durante o mandato no Senado, ele defendeu um projeto de lei por um banco federal e opôs-se a anexação do Texas, tendo apoiado a guerra EUA-México, depois de começada. Ele também foi um defensor incondicional do colega Kentuckiniano Henry Clay.
Depois de seu mandato no Congresso, ele continuou a prática do direito em Covington, Kentucky até sua morte. Foi enterrado no local destinado aos governantes no cemitério de Frankfort (Kentucky). A cidade de Morehead no Kentucky foi assim nomeada em sua homenagem.

## Ler mais
- Dictionary of American Biography
- Jillson, W.R., ed. "Early Political Papers of Governor James T. Morehead." Register of the Kentucky State Historical Society 22 (September 1924): 272–300, 23 (January 1925): 36–61.
- Allen, William B. (1872). A History of Kentucky: Embracing Gleanings, Reminiscences, Antiquities, Natural Curiosities, Statistics, and Biographical Sketches of Pioneers, Soldiers, Jurists, Lawyers, Statesmen, Divines, Mechanics, Farmers, Merchants, and Other Leading Men, of All Occupations and Pursuits. [S.l.]: Bradley & Gilbert. p. 103. Consultado em 10 de novembro de 2008

## Fonte da tradução
- Este artigo foi inicialmente traduzido, total ou parcialmente, do artigo da Wikipédia em inglês cujo título é «James Turner Morehead (Kentucky)».